# イ・ダイン
イ・ダイン(李 多寅、ハングル：이다인、1992年11月5日-  )は大韓民国の俳優。本名は李 柱熙（イ・ジュヒ、ハングル：이주희）。実姉は、俳優のイ・ユビ（ハングル ：이유비）。

## 活動

### ドラマ
- 二十歳（2015年、tvN）- ヘリム役
- 女を泣かせて（2015年、MBC）- パク・ヒョジョン役
- 花郎＜ファラン＞（2016年、KBS2）- スヨン役
- 黄金の私の人生（2017年、KBS2）- チェ・ソヒョン役
- ここに来て抱きしめて（2018年、MBC）- イ・ヨンジ役
- ドクター・プリズナー（2019年、KBS2）- イ・ジェイン役
- アリス －運命のタイムトラベル－（2020年、SBS）- キム・ドヨン役
- 恋人〜あの日聞いた花の咲く音〜（2023年、MBC）- キョン・ウネ役

### 映画
- 2008年 『一人（映画）外人』
- 2010年 『ヒーロー（2010年映画』...ミア役

### 音楽
- 2008年 キム・ソクミン - あなたは一つです。
- 2009年 ウォンジュンヒ - 愛してもいい

## 番組
- 2007年 : クマTV 《トゥデイ》

## CM
- ロッテカスタード
- ピザハット
- オトギ桟洞
- KTXプロモーションビデオ
- ピザの土地
- LGパワーコム
- マイクロソフトウェア - 日本編
- 2013年ベスキンラビンス31 - 緑の休憩

## 広報大使
- 2009年第12回保寧マッドフェスティバル広報大使